# Éliminatoires de la zone Afrique de la Coupe du monde de football 2022
Navigation
Éliminatoires de la Coupe du monde 2018 Éliminatoires de la Coupe du monde 2026
Les éliminatoires de la zone Afrique pour la Coupe du monde 2022 sont organisés entre les équipes nationales de la Confédération africaine de football (CAF) et concernent 54 sélections nationales pour 5 places qualificatives.

## Équipes engagées
Les 54 équipes de la CAF participent aux éliminatoires de la zone Afrique. Il y a 5 places qualificatives.
| Afrique du Sud | Djibouti           | Libye                | Sénégal       |
| Algérie        | Égypte             | Madagascar           | Seychelles    |
| Angola         | Érythrée           | Malawi               | Sierra Leone  |
| Bénin          | Eswatini           | Mali                 | Somalie       |
| Botswana       | Éthiopie           | Maroc                | Soudan        |
| Burkina Faso   | Gabon              | Maurice              | Soudan du Sud |
| Burundi        | Gambie             | Mauritanie           | Tanzanie      |
| Cameroun       | Ghana              | Mozambique           | Tchad         |
| Cap-Vert       | Guinée             | Namibie              | Togo          |
| Centrafrique   | Guinée-Bissau      | Niger                | Tunisie       |
| Comores        | Guinée équatoriale | Nigeria              | Zambie        |
| Congo          | Kenya              | Ouganda              | Zimbabwe      |
| RD Congo       | Lesotho            | Rwanda               |               |
| Côte d'Ivoire  | Liberia            | Sao Tomé-et-Principe |               |

## Premier tour
Afin de ramener le nombre de pays participants à 40, le premier tour est organisé par élimination directe entre les 28 pays les moins bien classés à l'indice FIFA de juillet 2019. Les 28 équipes s'affrontent en matches à élimination directe par paire de matches aller-retour. Les matches ont lieu du 2 au 10 septembre 2019.
Le tirage a été effectué le lundi 29 juillet 2019 au siège de la CAF, au Caire.
| Match | Équipe 1             | Résultat | Équipe 2           | Aller | Retour               |
| ----- | -------------------- | -------- | ------------------ | ----- | -------------------- |
| 1     | Éthiopie             | 1 - 1    | Lesotho            | 0 - 0 | E1 - 1               |
| 2     | Somalie              | 2 - 3    | Zimbabwe           | 1 - 0 | 1 - 3                |
| 3     | Érythrée             | 1 - 4    | Namibie            | 1 - 2 | 0 - 2                |
| 4     | Burundi              | 2 - 2    | Tanzanie           | 1 - 1 | 1 - 1 ap (1 - 3) tab |
| 5     | Djibouti             | 2 - 1    | Eswatini           | 2 - 1 | 0 - 0                |
| 6     | Botswana             | 0 - 1    | Malawi             | 0 - 0 | 0 - 1                |
| 7     | Gambie               | 1 - 3    | Angola             | 0 - 1 | 1 - 2                |
| 8     | Liberia              | 3 - 2    | Sierra Leone       | 3 - 1 | 0 - 1                |
| 9     | Maurice              | 0 - 3    | Mozambique         | 0 - 1 | 0 - 2                |
| 10    | Sao Tomé-et-Principe | 1 - 3    | Guinée-Bissau      | 0 - 1 | 1 - 2                |
| 11    | Soudan du Sud        | 1 - 2    | Guinée équatoriale | 1 - 1 | 0 - 1                |
| 12    | Comores              | 1 - 3    | Togo               | 1 - 1 | 0 - 2                |
| 13    | Tchad                | 1 - 3    | Soudan             | 1 - 3 | 0 - 0                |
| 14    | Seychelles           | 0 - 10   | Rwanda             | 0 - 3 | 0 - 7                |

## Deuxième tour
Les 14 vainqueurs du premier tour rejoignent les 26 autres équipes déjà qualifiées pour participer au 2e tour. Les 40 équipes s'affrontent dans 10 groupes de 4 équipes.

### Tirage au sort
Le tirage au sort des 10 groupes a été tenu le 21 janvier 2020 au Caire. Les équipes sont réparties dans 4 chapeaux en fonction de leur classement FIFA.
| Chapeau 1                                                                 | Chapeau 2                                                                                  | Chapeau 3                                                                                      | Chapeau 4                                                                              |
| ------------------------------------------------------------------------- | ------------------------------------------------------------------------------------------ | ---------------------------------------------------------------------------------------------- | -------------------------------------------------------------------------------------- |
| Sénégal Tunisie Nigeria Algérie Maroc Ghana Égypte Cameroun Mali RD Congo | Burkina Faso Côte d'Ivoire Afrique du Sud Guinée Ouganda Cap-Vert Gabon Bénin Zambie Congo | Madagascar Mauritanie Libye Mozambique Kenya Centrafrique Zimbabwe Niger Namibie Guinée-Bissau | Malawi Angola Togo Soudan Rwanda Tanzanie Guinée équatoriale Éthiopie Liberia Djibouti |

### Groupe A
| Rang | Équipe       | Pts | J | G | N | P | Bp | Bc | Diff |  | Résultats (▼ dom., ► ext.) |     |     |     |     |
| ---- | ------------ | --- | - | - | - | - | -- | -- | ---- |  | -------------------------- | --- | --- | --- | --- |
| 1    | Algérie      | 14  | 6 | 4 | 2 | 0 | 25 | 4  | +21  |  | Algérie                    |     | 2-2 | 6-1 | 8-0 |
| 2    | Burkina Faso | 12  | 6 | 3 | 3 | 0 | 12 | 4  | +8   |  | Burkina Faso               | 1-1 |     | 1-1 | 2-0 |
| 3    | Niger        | 7   | 6 | 2 | 1 | 3 | 13 | 17 | -4   |  | Niger                      | 0-4 | 0-2 |     | 7-2 |
| 4    | Djibouti     | 0   | 6 | 0 | 0 | 6 | 4  | 29 | -25  |  | Djibouti                   | 0-4 | 0-4 | 2-4 |     |

### Groupe B
| Rang | Équipe             | Pts | J | G | N | P | Bp | Bc | Diff |  | Résultats (▼ dom., ► ext.) |     |     |     |     |
| ---- | ------------------ | --- | - | - | - | - | -- | -- | ---- |  | -------------------------- | --- | --- | --- | --- |
| 1    | Tunisie            | 13  | 6 | 4 | 1 | 1 | 11 | 2  | +9   |  | Tunisie                    |     | 3-0 | 3-1 | 3-0 |
| 2    | Guinée équatoriale | 11  | 6 | 3 | 2 | 1 | 6  | 5  | +1   |  | Guinée équatoriale         | 1-0 |     | 2-0 | 1-0 |
| 3    | Zambie             | 7   | 6 | 2 | 1 | 3 | 8  | 9  | -1   |  | Zambie                     | 0-2 | 1-1 |     | 4-0 |
| 4    | Mauritanie         | 2   | 6 | 0 | 2 | 4 | 2  | 11 | -9   |  | Mauritanie                 | 0-0 | 1-1 | 1-2 |     |

### Groupe C
| Rang | Équipe       | Pts | J | G | N | P | Bp | Bc | Diff |  | Résultats (▼ dom., ► ext.) |     |     |     |     |
| ---- | ------------ | --- | - | - | - | - | -- | -- | ---- |  | -------------------------- | --- | --- | --- | --- |
| 1    | Nigeria      | 13  | 6 | 4 | 1 | 1 | 9  | 3  | +6   |  | Nigeria                    |     | 1-1 | 2-0 | 0-1 |
| 2    | Cap-Vert     | 11  | 6 | 3 | 2 | 1 | 7  | 6  | +1   |  | Cap-Vert                   | 1-2 |     | 1-0 | 2-1 |
| 3    | Liberia      | 6   | 6 | 2 | 0 | 4 | 5  | 7  | -2   |  | Liberia                    | 0-2 | 1-2 |     | 3-1 |
| 4    | Centrafrique | 4   | 6 | 1 | 1 | 4 | 4  | 9  | -5   |  | Centrafrique               | 0-2 | 1-1 | 0-1 |     |

### Groupe D
| Rang | Équipe        | Pts | J | G | N | P | Bp | Bc | Diff |  | Résultats (▼ dom., ► ext.) |     |     |     |     |
| ---- | ------------- | --- | - | - | - | - | -- | -- | ---- |  | -------------------------- | --- | --- | --- | --- |
| 1    | Cameroun      | 15  | 6 | 5 | 0 | 1 | 12 | 3  | +9   |  | Cameroun                   |     | 1-0 | 3-1 | 2-0 |
| 2    | Côte d'Ivoire | 13  | 6 | 4 | 1 | 1 | 10 | 3  | +7   |  | Côte d'Ivoire              | 2-1 |     | 3-0 | 2-1 |
| 3    | Mozambique    | 4   | 6 | 1 | 1 | 4 | 2  | 8  | -6   |  | Mozambique                 | 0-1 | 0-0 |     | 1-0 |
| 4    | Malawi        | 3   | 6 | 1 | 0 | 5 | 2  | 12 | -10  |  | Malawi                     | 0-4 | 0-3 | 1-0 |     |

### Groupe E
| Rang | Équipe  | Pts | J | G | N | P | Bp | Bc | Diff |  | Résultats (▼ dom., ► ext.) |     |     |     |     |
| ---- | ------- | --- | - | - | - | - | -- | -- | ---- |  | -------------------------- | --- | --- | --- | --- |
| 1    | Mali    | 16  | 6 | 5 | 1 | 0 | 11 | 0  | +11  |  | Mali                       |     | 1-0 | 5-0 | 1-0 |
| 2    | Ouganda | 9   | 6 | 2 | 3 | 1 | 3  | 2  | +1   |  | Ouganda                    | 0-0 |     | 1-1 | 1-0 |
| 3    | Kenya   | 6   | 6 | 1 | 3 | 2 | 4  | 9  | -5   |  | Kenya                      | 0-1 | 0-0 |     | 2-1 |
| 4    | Rwanda  | 1   | 6 | 0 | 1 | 5 | 2  | 9  | -7   |  | Rwanda                     | 0-3 | 0-1 | 1-1 |     |

### Groupe F
| Rang | Équipe | Pts | J | G | N | P | Bp | Bc | Diff |  | Résultats (▼ dom., ► ext.) |     |     |     |     |
| ---- | ------ | --- | - | - | - | - | -- | -- | ---- |  | -------------------------- | --- | --- | --- | --- |
| 1    | Égypte | 14  | 6 | 4 | 2 | 0 | 10 | 4  | +6   |  | Égypte                     |     | 2-1 | 1-0 | 1-0 |
| 2    | Gabon  | 7   | 6 | 2 | 1 | 3 | 7  | 8  | -1   |  | Gabon                      | 1-1 |     | 1-0 | 2-0 |
| 3    | Libye  | 7   | 6 | 2 | 1 | 3 | 4  | 7  | -3   |  | Libye                      | 0-3 | 2-1 |     | 1-1 |
| 4    | Angola | 5   | 6 | 1 | 2 | 3 | 6  | 8  | -2   |  | Angola                     | 2-2 | 3-1 | 0-1 |     |

### Groupe G
| Rang | Équipe         | Pts | J | G | N | P | Bp | Bc | Diff |  | Résultats (▼ dom., ► ext.) |     |     |     |     |
| ---- | -------------- | --- | - | - | - | - | -- | -- | ---- |  | -------------------------- | --- | --- | --- | --- |
| 1    | Ghana          | 13  | 6 | 4 | 1 | 1 | 7  | 3  | +4   |  | Ghana                      |     | 1-0 | 1-0 | 3-1 |
| 2    | Afrique du Sud | 13  | 6 | 4 | 1 | 1 | 6  | 2  | +4   |  | Afrique du Sud             | 1-0 |     | 1-0 | 1-0 |
| 3    | Éthiopie       | 5   | 6 | 1 | 2 | 3 | 4  | 7  | -3   |  | Éthiopie                   | 1-1 | 1-3 |     | 1-0 |
| 4    | Zimbabwe       | 2   | 6 | 0 | 2 | 4 | 2  | 7  | -5   |  | Zimbabwe                   | 0-1 | 0-0 | 1-1 |     |

### Groupe H
| Rang | Équipe  | Pts | J | G | N | P | Bp | Bc | Diff |  | Résultats (▼ dom., ► ext.) |     |     |     |     |
| ---- | ------- | --- | - | - | - | - | -- | -- | ---- |  | -------------------------- | --- | --- | --- | --- |
| 1    | Sénégal | 16  | 6 | 5 | 1 | 0 | 15 | 4  | +11  |  | Sénégal                    |     | 2-0 | 4-1 | 2-0 |
| 2    | Togo    | 8   | 6 | 2 | 2 | 2 | 5  | 6  | -1   |  | Togo                       | 1-1 |     | 0-1 | 1-1 |
| 3    | Namibie | 5   | 6 | 1 | 2 | 3 | 5  | 10 | -5   |  | Namibie                    | 1-3 | 0-1 |     | 1-1 |
| 4    | Congo   | 3   | 6 | 0 | 3 | 3 | 5  | 10 | -5   |  | Congo                      | 1-3 | 1-2 | 1-1 |     |

### Groupe I
| Rang | Équipe        | Pts | J | G | N | P | Bp | Bc | Diff |  | Résultats (▼ dom., ► ext.) |     |     |     |     |
| ---- | ------------- | --- | - | - | - | - | -- | -- | ---- |  | -------------------------- | --- | --- | --- | --- |
| 1    | Maroc         | 18  | 6 | 6 | 0 | 0 | 20 | 1  | +19  |  | Maroc                      |     | 5-0 | 3-0 | 2-0 |
| 2    | Guinée-Bissau | 6   | 6 | 1 | 3 | 2 | 5  | 11 | -6   |  | Guinée-Bissau              | 0-3 |     | 1-1 | 0-0 |
| 3    | Guinée        | 4   | 6 | 0 | 4 | 2 | 5  | 11 | -6   |  | Guinée                     | 1-4 | 0-0 |     | 2-2 |
| 4    | Soudan        | 3   | 6 | 0 | 3 | 3 | 5  | 12 | -7   |  | Soudan                     | 0-3 | 2-4 | 1-1 |     |

### Groupe J
| Rang | Équipe     | Pts | J | G | N | P | Bp | Bc | Diff |  | Résultats (▼ dom., ► ext.) |     |     |     |     |
| ---- | ---------- | --- | - | - | - | - | -- | -- | ---- |  | -------------------------- | --- | --- | --- | --- |
| 1    | RD Congo   | 11  | 6 | 3 | 2 | 1 | 9  | 3  | +6   |  | RD Congo                   |     | 2-0 | 1-1 | 2-0 |
| 2    | Bénin      | 10  | 6 | 3 | 1 | 2 | 5  | 4  | +1   |  | Bénin                      | 1-1 |     | 0-1 | 2-0 |
| 3    | Tanzanie   | 8   | 6 | 2 | 2 | 2 | 6  | 8  | -2   |  | Tanzanie                   | 0-3 | 0-1 |     | 3-2 |
| 4    | Madagascar | 4   | 6 | 1 | 1 | 4 | 4  | 9  | -5   |  | Madagascar                 | 1-0 | 0-1 | 1-1 |     |

## Troisième tour
Les 10 vainqueurs de groupe du second tour se retrouvent au dernier tour pour se disputer les cinq places accordées au continent africain en phase finale. Les rencontres sont à élimination directe en matchs aller-retour avec application de la règle des buts marqués à l'extérieur en cas d'égalité. Les cinq équipes les mieux placées au classement de la Fifa sont opposées au cinq autres et ont l'avantage de disputer le match retour à domicile.
Le tirage au sort du troisième tour, initialement prévu le 18 décembre, est effectué le 22 janvier 2022 à Douala.

### Participants
| Pays     | Date de qualification |
| -------- | --------------------- |
| Sénégal  | 12 octobre 2021       |
| Maroc    | 12 octobre 2021       |
| Mali     | 13 novembre 2021      |
| Égypte   | 13 novembre 2021      |
| RD Congo | 14 novembre 2021      |
| Ghana    | 14 novembre 2021      |
| Nigeria  | 16 novembre 2021      |
| Algérie  | 16 novembre 2021      |
| Tunisie  | 16 novembre 2021      |
| Cameroun | 16 novembre 2021      |

### Résultats
| Match | Équipe 1 | Résultat          | Équipe 2 | Aller | Retour   |
| ----- | -------- | ----------------- | -------- | ----- | -------- |
| 1     | Égypte   | 1 - 1 (1 - 3) tab | Sénégal  | 1 - 0 | 0 - 1 ap |
| 2     | Cameroun | 2E - 2            | Algérie  | 0 - 1 | 2 - 1 ap |
| 3     | Ghana    | 1E - 1            | Nigeria  | 0 - 0 | 1 - 1    |
| 4     | RD Congo | 2 - 5             | Maroc    | 1 - 1 | 1 - 4    |
| 5     | Mali     | 0 - 1             | Tunisie  | 0 - 1 | 0 - 0    |

Le Sénégal, le Cameroun, le Ghana, le Maroc et la Tunisie sont qualifiés pour la phase finale de la Coupe du Monde 2022 au Qatar.

## Statistiques

### Meilleurs buteurs
8 buts         
- Islam Slimani

5 buts      
- Riyad Mahrez
- Ibrahima Koné
- Victorien Adebayor

4 buts     
- Abdoul Tapsoba
- Joseph Mendes
- Ayoub El Kaabi
- Ryan Mmaee
- Peter Shalulile
- Famara Diédhiou

3 buts    
- Sofiane Feghouli
- Steve Mounié
- Fahad Bayo
- Dieumerci Mbokani
- Meddie Kagere
- Sadio Mané
- Ismaïla Sarr
- Ramadan Agab
- Happygod Simon Msuvan

### Meilleurs passeurs
4 passes décisives 
- Youcef Belaïli
- Ryan Mmaee
- Sadio Mané

3 passes décisives 
- Ayoub El Kaabi